# Musculus iliococcygeus

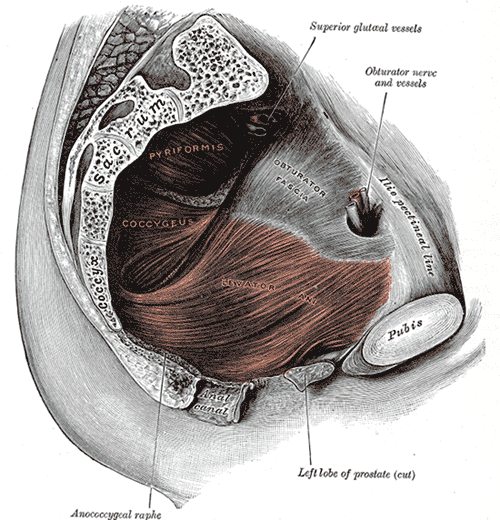
A medence izmai

A musculus iliococcygeus egy izom az ember medencéjénél. A musculus levator ani egyik része.

## Eredés, tapadás, elhelyezkedés
A spina ischiadicaról, az arcus tendineus fasciae pelvis és a musculus levator aniról ered. A raphe anococcygealison és az os coccygisen tapad.

## Funkció
Emeli a diaphragma pelvist.

## Beidegzés, vérellátás
A ramus anterior nervi spinalis idegzi be. Az arteria glutea inferior látja el vérrel.

## Külső hivatkozások
- Kép, leírás
- Női medence
- Férfi medence
- Leírások Archiválva 2007. december 16-i dátummal a Wayback Machine-ben